# Superman/Shazam – Black Adam visszatér
A Superman/Shazam – Black Adam visszatér (eredeti cím Superman/Shazam!: The Return of Black Adam) egy 2010-es amerikai rövidfilm. A filmet Joaquim Dos Santos rendezte Michael Jelenic forgatókönyvéből.
Az Amerikai Egyesült Államokban 2010. november 9-én jelent meg a DC Shortcase Original Shorts Collection DVD-n újdonságként.
A film a DC Showcase című rövidfilmsorozat negyedik és egyben leghosszabb része.

## Cselekmény
A film főszereplője Billy Batson, az árva fiú, aki egy elhagyatott romos házban él, és igyekszik jó lenni. Éppen egy étkezőben beszél a riporter Clark Kenttel, aki az utcán élő árvákról akar cikket írni, amikor is valami rájuk támad. Black Adam, a gonosszá vált varázsló visszatért a Földre hosszú évek száműzetése után hogy a világ ura legyen, ám előbb el akarja pusztítani azt, akiben elég erő lakozhat a legyőzéséhez – vagyis Billy-t. Szerencsére Clark átöltözik Supermanné, így a segítségére siet, az ő és Black Adam harca közben találkozik Billy a metrón át az ősi varázslóval Shazammal. Ő tette Black Adamet erőssé, de annak fejébe szállt a hatalom és most Billy-vel akarja helyrehozni a hibát. Hatalmas erőt ruházva rá Billy-ből Marvel Kapitány (avagy Shazam) válik, aki a "Shazam" szó kimondásával akkora erő birtokába jut, amivel könnyedén legyőzheti Black Adamet és védheti a jókat.

## Szereplők
| Szereplő                       | Eredeti hang             |
| ------------------------------ | ------------------------ |
| Kal-El / Clark Kent / Superman | George Newbern           |
| Marvel Kapitány / Shazam       | Jerry O’Connell          |
| Black Adam                     | Arnold Vosloo            |
| Billy Batson                   | Zach Callison            |
| Shazam                         | James Garner             |
| Punk Sally barátja             | Josh Keaton              |
| Sally                          | Danica McKellar          |
| Mr. Tawky Tawny                | Kevin Michael Richardson |